# SS-Junker

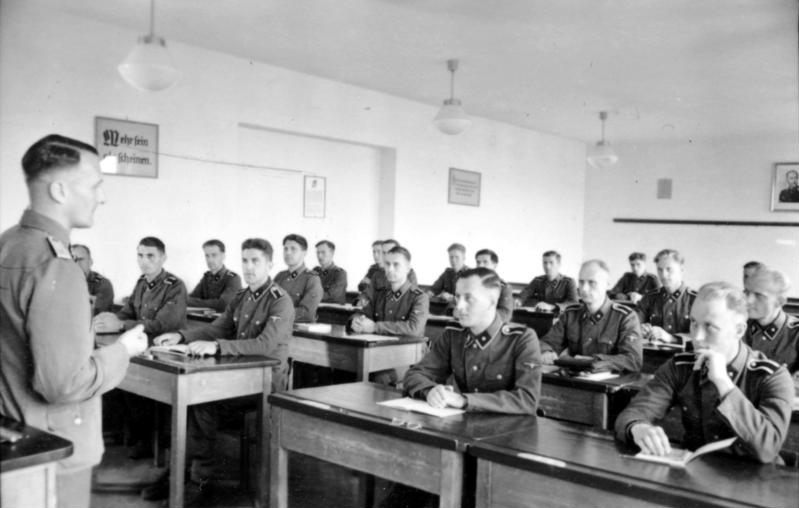
SS-Junkerschule Bad Tölz, hier SS-Junker beim Unterricht

SS-Junker oder Staffeljunker war im Deutschen Reich von 1933 bis 1945 die Bezeichnung für den niedrigsten Rang der Führeranwärter, vergleichbar dem SS-Unterscharführer, die in der Dienstgradgruppe der Unterführer der Waffen-SS bzw. SS-Verfügungstruppe einrangiert waren.

## Ursprung
Mit Formierung der SS-Verfügungstruppe, deren zunehmende Militarisierung und der Entstehung der Waffen-SS entstand der Bedarf, loyales Führungspersonal in Form von SS-Führern heranzubilden, zu ergänzen und auszubauen. Da hier vor allem die Vermittlung militärischer Kenntnisse für die Formierung, den Aufwuchs und die personelle Ergänzung von SS-Eliteverbänden im Fokus standen, wurden vergleichbare Verfahren bis hin zur Rangordnung und den Rangbezeichnungen der Offiziersanwärter aus der Reichswehr übernommen. Zudem hatten leitende Führer der Waffen-SS Vordienstzeiten in der Reichswehr und verfügten über Erfahrungen bezüglich der Ausbildung des Führernachwuchses. 
Bereits in früheren Armeen und Streitkräften, die sich deutscher Militärbegriffe bedienten (u. a. die k.u.k. Armee und die russische Armee), bezeichnete Fahnenjunker die Offiziersanwärter der Infanterie und der Dragoner. Bei der Kavallerie hießen sie Standartenjunker. Die Begrifflichkeit wurde von der SS übernommen und widerspiegelt sich in der Systematik der Rangbezeichnungen der SS-Führeranwärter.

## Ausbildung und Rangfolge
Für potentielle Führeranwärter betrug die Verpflichtungszeit 25 Jahre und diese mussten mindestens zwei Jahre lang bei den Mannschaften gedient haben. Eine Mitgliedschaft in der NSDAP oder der Allgemeinen SS war in der SS-Verfügungstruppe (und spätere  Waffen-SS) für die Auswahl zum möglichen SS-Führer nicht von Belang. Allgemein galt eine Verpflichtungszeit von vier Jahren, es sei denn, der mögliche SS-Führer konnte auf eine frühere militärische Karriere in der  Reichswehr und/oder  Wehrmacht zurückblicken, wie es beispielsweise bei Paul Hausser der Fall war.
Die SS-Junker durchliefen vor einer möglichen Beförderung zu/ oder Einweisung in den niedrigsten Rang eines SS-Junkers einen vorgegebenen Auswahlprozess. In dieser Zeit erfolgten entsprechende Unterrichtungen, Lehrgänge und Prüfungen, einschließlich des sogenannten Ariernachweises und ein Pflichtlehrgang an einer Führerschule bzw.  SS-Junkerschule in Braunschweig oder Bad Tölz. Trotz der langen Verpflichtungsdauer und der harten körperlichen, moralischen und rassischen Anforderungen gab es genügend Freiwillige. 

Nach erfolgreichem Abschluss erfolgte die Ernennung zum SS-Untersturmführer, dem niedrigsten Führerrang der SS. Gegen Kriegsende wurde zunehmend von den vorgegebenen Regularien abgewichen. So wurden die Ausbildungszeiten verkürzt und sogar der Pflichtbesuch der Junkerschule ausgesetzt. 
Bei den Abbildungen werden die Rangabzeichen oder Dienstgradabzeichen gezeigt, die als Schulterstücke und Kragenspiegel, aber auch als Ärmelabzeichen ab 1942 für Tarn- oder Spezialanzüge, getragen wurden. Ähnlich wie in der Wehrmacht gab es vier SS-Junkerdienstgrade. Seit 1933 gab es bezüglich der Schulterstücke unterschiedliche Festlegungen.

### Rangabzeichen der Führeranwärter der Waffen-SS
Die nachstehende Übersicht zeigt die Rangabzeichen der Führeranwärter der Waffen-SS. Auf den Schulterstücken wurden seit 1942 einheitlich jeweils zwei neun Millimeter breite parallel angeordnete silberfarbene Litzen (sog. Hoffnungsbalken) – wie bei Oberjunker und Standartenjunker ersichtlich – getragen.
| Kragenspiegel | Schulterstück | Sonder- bekleidung | Rangbezeichnung         | Rangbezeichnung (Äquivalent) | Schulterstück | heute vergleichbar |
| ------------- | ------------- | ------------------ | ----------------------- | ---------------------------- | ------------- | ------------------ |
|               |               |                    | SS-Standartenoberjunker | SS-Hauptscharführer          |               | OR-7               |
|               |               |                    | SS-Standartenjunker     | SS-Oberscharführer           |               | OR-6               |
|               |               |                    | SS-Oberjunker           | SS-Scharführer               |               | OR-5               |
|               |               |                    | SS-Junker               | SS-Unterscharführer          |               | OR-5               |

Anmerkung
- OR steht für das englische Other [Enlisted] Ranks[5] und folgt festgelegten NATO-Rangcodes.